# Santa Elena (Spanje)
Santa Elena is een gemeente in de Spaanse provincie Jaén in de regio Andalusië met een oppervlakte van 146 km². Santa Elena telt 966 inwoners (1 januari 2016).